# Las Cuarenta Elefantas

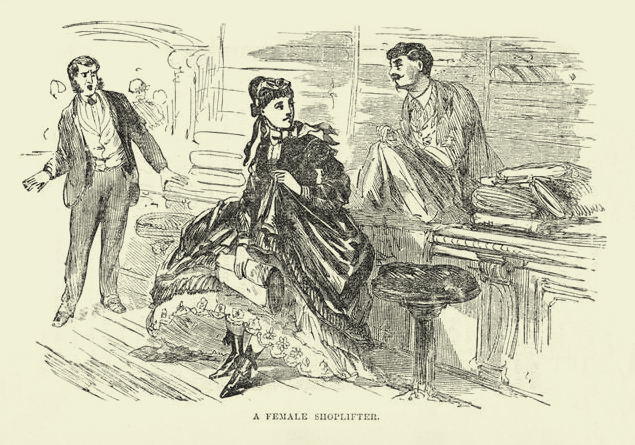
Las "Cuarenta Elefantas" fueron un sindicato criminal de los siglos y compuesto exclusivamente por mujeres que se especializaban en el hurto en tiendas.

Las Cuarenta Elefantas o Cuarenta Ladronas fueron un sindicato criminal londinense de los siglos XIX y XX compuesto exclusivamente por mujeres que se especializaban en el hurto en tiendas, llamado en inglés "shoplifting" o “hoisting”. Este grupo destacó por su longevidad y habilidad para evitar la detección policial. Muchas de sus miembros eran jóvenes sin acceso a trabajo digno, madres solteras o mujeres expulsadas de la sociedad por no cumplir con las normas establecidas. Su historia es la de una sororidad nacida en la precariedad.

## Historia
Las Cuarenta Ladronas operaban desde la zona de Elephant and Castle de Londres. Se aliaron con la turba de Elephant and Castle, que estaba liderada por los hermanos McDonald. Atacaban tiendas de calidad en el West End de Londres y recorrieron todo el país. La banda también era conocida por hacerse pasar por empleadas domésticas de familias adineradas antes de saquear sus casas, usando a menudo referencias falsas. Existieron al menos desde 1873 hasta la década de 1950, y hay indicios de que podrían haber existido desde finales del siglo XVIII.
Hay menciones a mujeres jóvenes y niñas vinculadas con o que eran cómplices de una pandilla masculina llamada "Los Cuarenta Ladrones" ya en 1828. Los miembros de esta pandilla tenían entre diez y veinte años. Tanto los miembros masculinos como femeninos de esta pandilla llevaban marcas tatuadas en sus manos en forma de puntos hechos con "tinta china" que hacían que los miembros de la pandilla se reconocieran entre sí. No se sabe con certeza si éste fue un predecesor de las "Cuarenta Elefantas".
Es dudoso que la pandilla haya existido de manera continua bajo el nombre de "Las Cuarenta Ladronas", siendo más probable que existiera simplemente como una subdivisión de otras pandillas y bajo diferentes líderes en diferentes momentos, siendo hacia fines del siglo XIX cuando emergería como una organización distintiva y separada. La referencia a una pandilla compuesta exclusivamente por mujeres está ciertamente atestiguada en publicaciones y documentos contemporáneos de ese período, al menos desde 1876.

## Liderazgo
La primera líder identificable de la banda fue Mary Carr, nacida en Holborn en 1862. Se cree que Carr se involucró con la pandilla en algún momento de la década de 1870, y que avanzó en la jerarquía hasta convertirse en una miembro destacada de la pandilla y finalmente ganarse la posición de liderazgo y el apodo de "Reina de las Cuarenta Ladronas".
Carr se casó con otro criminal llamado Thomas Crane en 1888. Se dice que la pandilla utilizó la casa de Carr en el número 118 de Stamford Street como su cuartel general. La calle tenía tan mala reputación que se la conocía como "una de las calles más feas y sórdidas de Londres".
Carr adoptaría alias como Polly Carr, Eva Jackson, Anne Leslie y Jenny Lesley.
Posteriormente, Carr mantuvo una relación sentimental con el líder de la banda Elephant and Castle, Alf Gorman. A Carr se la conoce fundamentalmente como ladrona de joyas en los hoteles del West End hacia el final de su carrera. El estilo de liderazgo carismático de Carr la hizo tan famosa durante su vida que se afirmaba que había sido la modelo de varias pinturas famosas, tales como "La doncella del pelo amarillo" (1895) de Frederick Leighton y Dorothy Tennant. También se ha sugerido que Carr podría haber sido la inspiración para La peor mujer de Londres, una obra de teatro de Walter Melville.
Los titulares contemporáneos informaban que, después del juicio y la sentencia a prisión de Carr por secuestro de una niña, su compañera de Las Cuarenta Ladronas, Minnie Duggan, fue su sucesora. Pero como Carr sería liberada tres años después, es posible que Duggan sólo fuera la líder de forma interina hasta que Carr fuera liberada.
Tanto Duggan como Carr serían encarceladas en 1905. Helen Sheen, apodada "Fair Helen", fue líder durante un breve período en los años 1905-1906. Sheen fue arrestada y sentenciada a dos años de prisión después de drogar y robar a un hombre.
Carr, tras ser liberada de su última condena de prisión, se trasladó a Mánchester, donde murió en 1924.

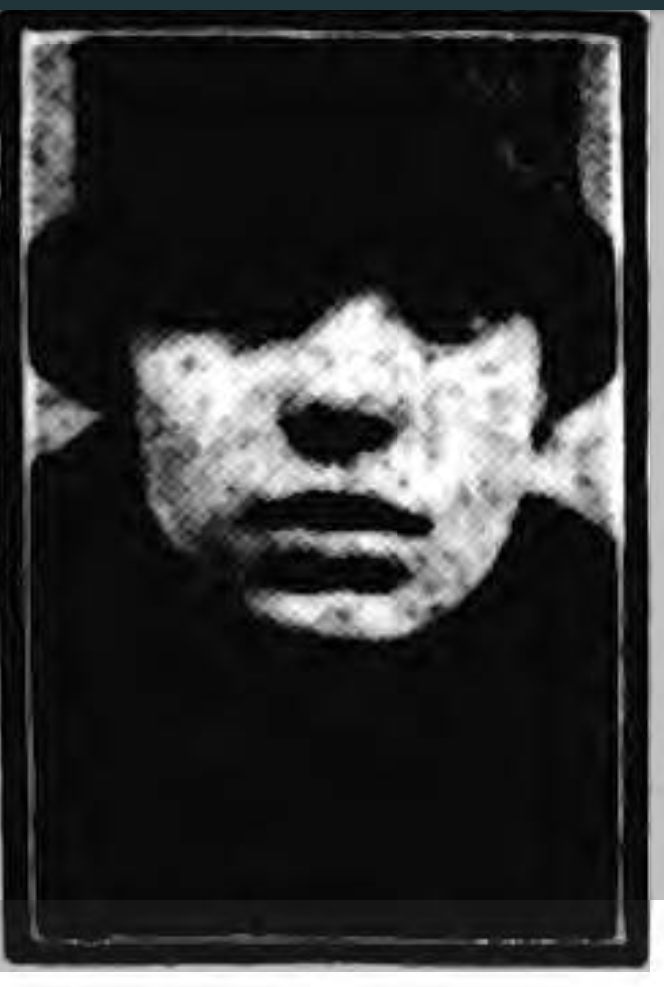
Alice Diamond (1926) en un artículo publicado en The People

Posteriormente, a partir de 1915, la pandilla fue liderada por Alice Diamond, conocida tanto como la Reina de las Cuarenta Ladronas, como con el apodo Diamond Annie, que era amiga de Maggie Hill y Dollie Mays, hermanas del gánster Billy Hill.
Su apogeo fue en el período de entreguerras, cuando la banda realizó incursiones a gran escala no sólo en el West End de Londres, sino también en otros importantes centros comerciales de todo el país. También obligaban a bandas más pequeñas a pagar tributo por lo que habían robado y castigaban a los criminales que no obedecían sus reglas. La pandilla tenía su propio conjunto de reglas y exigía lealtad de sus miembros y de otras en su red de suministro y distribución. Alice Diamond gobernó con absoluta autoridad con la cooperación de Maggie Hill, Gertrude Scully, las hermanas Partridge y muchas otras. Se han identificado más de setenta miembros directas de la banda que operó en los años 1920 y 1930. Los informes de que la pandilla se derrumbó cuando sus líderes fueron encarceladas por la Batalla de Lambeth de 1925 son incorrectos. La pandilla todavía existía después de la Segunda Guerra Mundial, ya que nuevas miembros de la familia reemplazaron a las antiguas.
Se decía que eran capaces de enfrentarse a numerosos hombres en peleas callejeras, aunque preferían dedicarse a su especialidad: el robo furtivo, y sus homólogos masculinos de la Banda del Elefante las admiraban por su organización y experiencia. Una integrante de la pandilla, Lilian Goldstein (de soltera Kendall), era conocida por la policía como la Bandida de Pelo Corto, amante del miembro de la Banda del Elefante Ruby Sparks, que hacía de conductora en asaltos con violencia. La pandilla también estaba asociada con Frankie Fraser, cuya hermana Eva Fraser era miembro de las "Cuarenta Elefantas".
Diamond dejaría la dirección de la pandilla en la década de 1930 y el papel sería asumido por Maggie Hill. Hill fue arrestada en 1939 por cegar a un policía con un alfiler de sombrero y sentenciada a cuatro años en la prisión de Holloway. Al ser liberada, Hill abandonó la carrera criminal.
Hill a su vez fue sucedida por Shirley Pitts. A Pitts le habían enseñado a robar en tiendas bajo la tutela de Diamond y otras miembros de pandillas en la década de 1940. Los periódicos le dieron a Pitts el apodo de "Reina de los Ladrones de Tiendas". Conocida de Ronnie Knight, de los hermanos Kray y de Charlie Wilson, Pitts lideraría la pandilla hasta su muerte en 1992.
Se dice que la pandilla se llamó "Las Cuarenta Ladronas" o "Las Cuarenta Elefantas" porque tenía cuarenta miembros. Esto es poco probable, ya que la pandilla dirigida tanto por Carr como por Diamond tenía, como máximo, quince miembros. Las cifras que respaldan un número mayor a menudo no hacen ninguna diferencia entre los miembros reales y las personas vinculadas de alguna forma a la pandilla, como son los miembros de la familia. También se ha especulado que el nombre deriva de la leyenda popular Alí Babá y los cuarenta ladrones, y que el nombre evolucionó a "Cuarenta Elefantas" debido a la asociación de la pandilla con la pandilla Elephant and Castle y la asociación con los "Elephant Boys".
Según un relato, el nombre surgió en la década de 1950, después de que la líder de aquel momento, Maggie Hill, regresara de una racha de robos en tiendas con un aspecto tan grande y corpulento que parecía "la reina de las cuarenta elefantas".

## Métodos
No está claro cuánto tiempo operó la pandilla. La primera mención en los periódicos data de 1873, pero los registros policiales de Londres indican que las mujeres ladronas de tiendas habían estado activas en la zona desde finales del siglo XVIII. Los miembros originales de la pandilla vestían ropa de mujer que había sido adaptada para incluir bolsillos ocultos. Podían esconder su botín en sus abrigos, capas, fajas, manguitos, faldas, pantalones bombachos y sombreros. A este ocultamiento de cosas en sus ropas se le llamaba en inglés "to clout" o "clouting". Asaltaban las grandes tiendas del West End de Londres. Debido a las actitudes modestas de la época, a las clientas se les permitía tener privacidad frente al personal de la tienda,  lo que les daba a las ladronas de tiendas la oportunidad de pasar desapercibidas.
Muchos hurtos cometidos por mujeres de todas las clases sociales pasaban desapercibidos, e incluso cuando eran descubiertas, las ladronas de clase media a menudo no eran procesadas oficialmente. Así, la reticencia de los dependientes a acusar de robo a una clienta aparentemente respetable y rico benefició a las ladronas.
Otro método era que las pandilleras se acercaran a hombres de aspecto adinerado en la calle con el pretexto de pedirles direcciones. Mientras el hombre le mostraba el camino a la joven, aparecían otras pandilleras y acusaban al hombre de agresión. En lugar de montar una escena, el hombre les daba dinero o objetos de valor. Si el hombre amenazaba con llamar a la policía, esta se contentaba con robarle su reloj de bolsillo u otros objetos de valor que tuviera a mano.
La banda robó bienes por valor de miles de libras. En ocasiones ellas ganaban suficiente dinero para sustentar económicamente a sus maridos. Entre ellos se encontraban tanto hombres ociosos que holgazaneaban en sus casas como reclusos del sistema penitenciario británico.
Con el tiempo, la pandilla se hizo conocida en la zona de las tiendas de lujo a las que solían atacar. Su mera presencia podría causar alarma, eliminando la privacidad necesaria para llevar a cabo sus actividades. Su respuesta a esta situación fue expandir sus actividades desde Londres a otras ciudades británicas, donde eran menos conocidas. Sus objetivos eran zonas rurales y ciudades costeras.
Durante el siglo XX, la pandilla modernizó sus actividades. Invirtieron en automóviles rápidos para transportar el botín y usarlos como vehículos para escapar que pudieran despistar a la policía. El botín también se transportaba a través del sistema ferroviario británico. Las miembros utilizaban trenes para viajar a una ciudad, dejando sus maletas vacías en las consignas de las estaciones de ferrocarril. Durante el viaje de regreso, las maletas regresaban llenas de objetos robados.
Además de robar en tiendas, la banda desarrolló actividades secundarias, como saquear casas y chantajear a personas. Las pandilleras utilizaban cartas de referencia falsas para conseguir trabajo como empleadas domésticas y luego robaban las casas de sus empleadores. También seducían a hombres para tener aventuras amorosas breves y luego los chantajeaban con amenazas de arruinar su reputación.
En la década de 1920, las miembros de las pandillas comenzaron a imitar al grupo de los llamados jóvenes brillantes, cuyas hazañas aparecían en la prensa popular. Las miembros de las pandillas llevaban un estilo de vida extravagante y decadente, imitando las hazañas de lasestrellas de cine y las flappers de la época. Parte de sus ganancias se utilizaban para financiar eventos festivos y para "gastar a lo grande" en los clubes, pubs y restaurantes que frecuentaban las pandilleras.
La pandilla era muy protectora de su territorio. Otras mujeres que robaban en tiendas situadas en su territorio se veían obligadas a pagar a la banda un porcentaje de sus ganancias. Si las intrusas se negaban a pagar, la banda organizaba palizas y secuestros de las infractoras hasta que pagaban.
Aunque en ocasiones varias miembros de pandillas fueron arrestadas y condenadas, sus condenas de prisión tendían a ser breves. Podrían ser condenadas a 12 meses de trabajos forzados o a 3 años de prisión. Una vez liberadas, regresaban a la pandilla. Varias de los miembros permanecieron con la pandilla durante un tiempo relativamente largo. Una pandillera conocida como Ada Wellman fue arrestada inicialmente en 1921. Ella seguía con la pandilla cuando fue arrestada por otro delito en 1939.
Aunque las miembros de pandillas a menudo robaban prendas de vestir, por lo general no usaban la ropa robada. Su botín se distribuía entre una red de peristas, comerciantes de mercados callejeros y casas de empeño. Parte de las prendas robadas eran vendidas a tiendas de ropa, que simplemente reemplazaban las etiquetas y modificaban sus diseños. Algunas de las pandilleras vinculadas con la banda también fueron detenidas, pero no pudieron ser condenadas. Ada McDonald fue arrestada como sospechosa de traficar en 1910. Utilizó libros de contabilidad de dudosa autenticidad para convencer a las autoridades de que los bienes que tenía en su posesión eran producto de transacciones financieras legítimas. Jane Durrell, otra sospechosa de traficar, y su marido Jim Bullock fueron llevados a juicio en 1911. El jurado decidió que las pruebas policiales contra ellos eran insuficientes y fueron absueltos de los cargos y puestos en libertad.